# Astral projektion

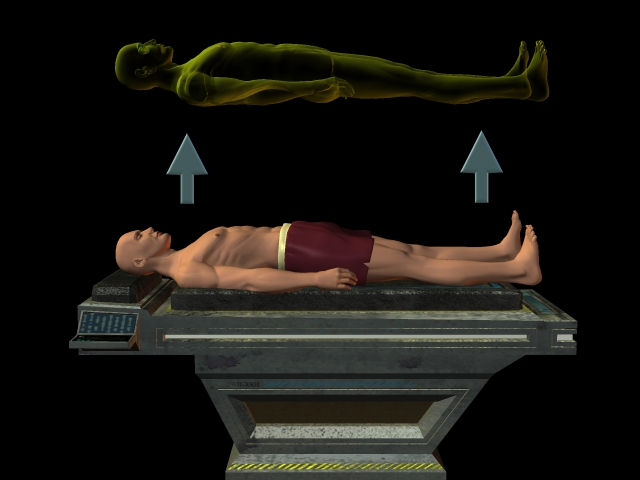
En tolkning av hur det skulle kunna se ut när en astralkropp lämnar den fysiska kroppen.

Astral projektion eller astralprojektion (även bland annat ut-ur-kroppenupplevelse eller, företrädesvis i troende kretsar, astral resa) är en kontroversiell tolkning av en upplevelse som går ut på att en så kallad astralkropp (eller en persons själ eller medvetande) skiljs från den fysiska kroppen. Detta sägs kunna inträffa eller uppnås i ett hypnagogt tillstånd eller genom drömmar, djup meditation eller droger. Astralkroppen kan sedan färdas till fjärran platser eller en parallell värld kallad för det astrala planet, en förmodat högre nivå av medvetande. Astral projektion är sammankopplat till både religiösa idéer om liv efter döden, nära-döden-upplevelser och New age-rörelsen. 
Det finns inga vetenskapliga bevis på att man medvetet kan lämna kroppen och göra observationer. Flera av de fall som rapporterats i media, exempelvis om patienter som kunnat berätta vad som hänt under operationer där de varit sövda, har visat sig vara falska eller svårverifierbara. Därför räknas astral projektion som pseudovetenskap.
Den moderna vetenskapen har studerat ämnet men har inte kunnat komma fram till några entydiga slutsatser. Det enda man har att tillgå är berättelser av personer som upplevt detta, och detta kvalificerar inte som bevis i vetenskaplig mening. Den biologiska vetenskapen har kommit fram till att tallkottkörteln i hjärnan kan vara kopplad till denna typ av upplevelser.
Några av de mer kända inom området astral projektion är Robert Monroe och Robert Bruce, som båda har skrivit flera böcker om ämnet. Ett par vetenskapsmän som har sysslat med det är Raymond A. Moody och den schweizisk-amerikanska psykiatern Elisabeth Kübler-Ross.